# Adam Markiewicz (kompozytor)

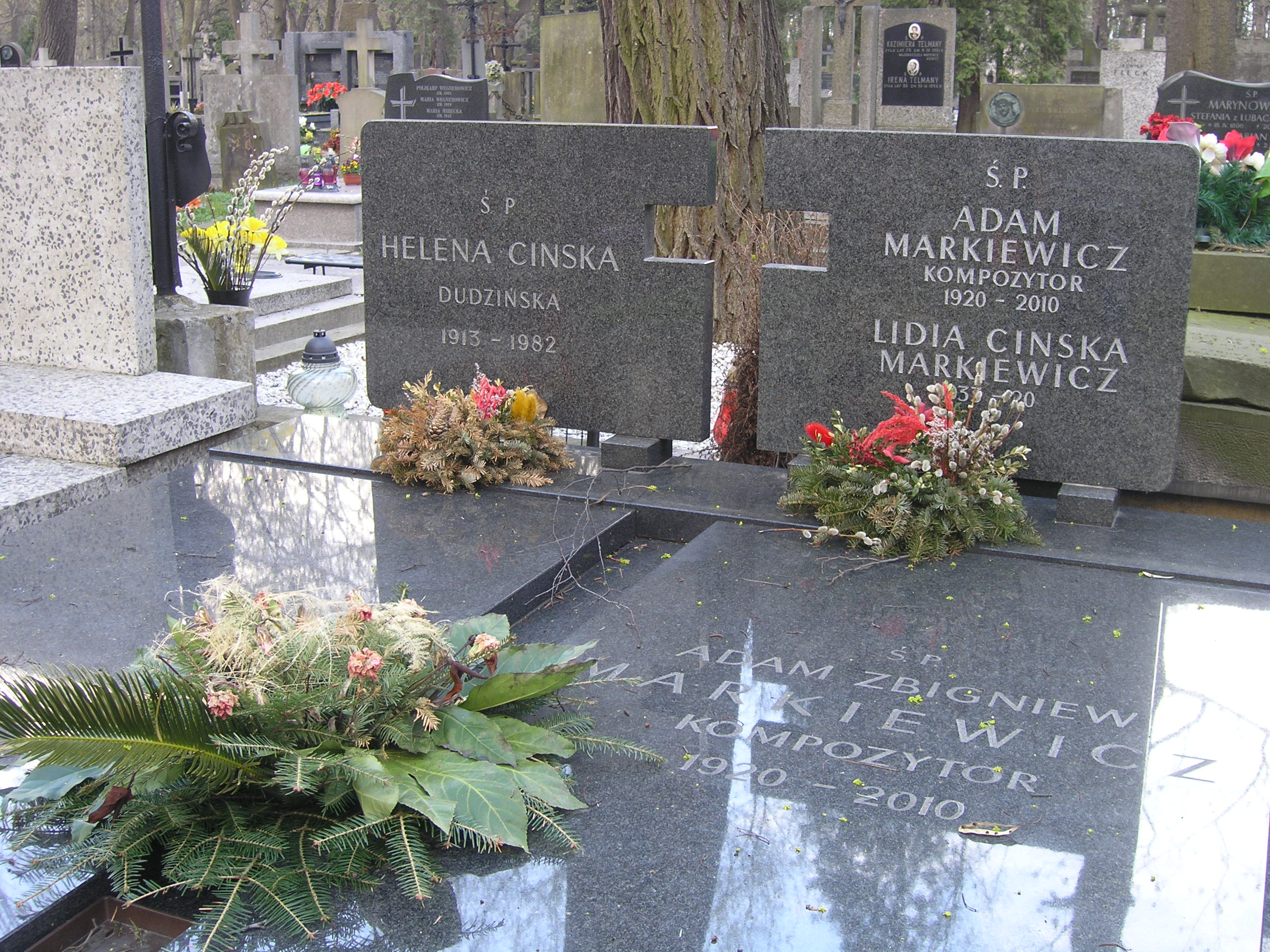
Grób kompozytora Adama Markiewicza na Starych Powązkach w Warszawie (stan na kwiecień 2012)

Adam Markiewicz (ur. 1920, zm. 27 stycznia 2010 w Warszawie) – polski kompozytor, twórca muzyki rozrywkowej.

## Życiorys
Absolwent Lwowskiego nr 1 Korpusu Kadetów Józefa Piłsudskiego (rocznik 1939). Uczeń Adama Wieniawskiego, Piotra Perkowskiego i Stanisława Nawrota. Współpracownik Doświadczalnego Ośrodka Telewizyjnego i Radiowego, „Podwieczorku przy mikrofonie”, wieloletni kierownik muzyczny Teatru Syrena, kompozytor muzyki filmowej i teatralnej. Twórca muzyki do seriali animowanych Pomysłowy Dobromir, Pies, kot i..., Dziwne przygody Koziołka Matołka oraz autor podręcznika do muzyki dla szkół podstawowych.
Zmarł 27 stycznia 2010, pochowany 4 lutego 2010 na cmentarzu Powązkowskim w Warszawie (kwatera 249-2-8,9).

## Piosenki (wybór)
- „Biedroneczki są w kropeczki” (sł. Artur Tur i Agnieszka Feill, wyk. Kasia Sobczyk)
- „Hallo, hallo, hallo, hallo” (sł. Andrzej Tylczyński, wyk. Maria Koterbska)
- „Klip klip, klap klap” (sł. Andrzej Tylczyński, wyk. Maria Koterbska)
- „W sobotę wieczorem” (sł. Roman Sadowski, wyk. Olgierd Buczek)
- „Zabrałaś mi lato” (sł. Wanda Chotomska, wyk. Roman Gerczak)

## Odznaczenia
- Złoty Krzyż Zasługi (10 maja 1946)[3]